# Фирнау
Фирнау (нем. Viernau) — община в Германии, в земле Тюрингия. 
Входит в состав района Шмалькальден-Майнинген. Подчиняется управлению Хазельгрунд.  Население составляет 2024 человека (на 31 декабря 2010 года). Занимает площадь 15,85 км².